# Osztrák poloska
Az osztrák poloska vagy teknős poloska (Eurygaster austriaca) a rovarok (Insecta) osztályának a félfedelesszárnyúak (Hemiptera) rendjébe, a poloskák (Heteroptera) alrendjébe, ezen belül a címerespoloska-alkatúak (Pentatomomorpha) alrendágába és a pajzsospoloskák (Scutelleridae) családjába tartozó faj.

## Előfordulása
Az osztrák poloska egész Európában megtalálható. Elterjedési területén sűrűn előfordul.

## Megjelenése
Az osztrák poloska 1,1-1,3 centiméter hosszú. A pajzsospoloskák tipikus képviselője. Jellegzetes ismertetőjegye a nagyméretű pajzs, amely az egész hátsó testet eltakarja. A pofák a fejpajzsot körülzárják. Színe világos vörösbarna. Jól fejlett csápokkal és hatásos bűzmirigyekkel rendelkezik, melyek az ellenség elhárítására kellemetlen szagú és maró hatású folyadékot választanak ki.

## Életmódja
Az osztrák poloska nedves biotópok, főleg rétek lakója, ahol sásfélék nőnek. Az osztrák poloska a növények nedveit szívogatja.

## Szaporodása
Az osztrák poloskának évenként egy nemzedéke van. Mai napig nem tisztázott, hogy a partner megtalálásában csak szaglószervének van-e szerepe, vagy a hallószerv is közreműködik. A nőstény petéit levelek felszínére rakja le. Az apró lárvák, 5 vedlés után válnak kifejlett állatokká. A nem teljesen kifejlődött lárvák rövid szárnyat viselnek, színben és alakban azonban már imágóra emlékeztetnek.